# Бингамовская жидкость
Бингамовская жидкость (бингамовский пластик, пластик Би́нгама, модель Би́нгама) — жидкость, имеющая начальный предел текучести {\displaystyle \tau _{0}}, ниже которого она не течёт и имеет свойства твёрдого тела. Изменение её вязкости подчиняется закону Ньютона при {\displaystyle \tau >\tau _{0}}: {\displaystyle \tau =\tau _{0}+\mu _{p}{\frac {dv}{dx}}}, где {\displaystyle \mu _{p}} - пластическая вязкость. Это уравнение называется уравнением Шведова-Бингама. Модель разработана Юджином Бингамом. Одним из примеров бингамовской жидкости является масляная краска.